# GreenBrowser
GreenBrowser è un browser freeware basato su Trident, il motore di rendering utilizzato da Internet Explorer.
Il programma è sviluppato da morequick, un'organizzazione basata in Cina; tra le lingue disponibili include infatti il cinese semplificato. GreenBrowser è stato anche uno dei dodici browser offerti agli utenti europei di Windows nel 2010 da BrowserChoice.eu.